# Копър
 Тази статия е за вида растения.  За рода вижте Копър (род).  
Копърът (Anethum graveolens) е едногодишно растение с кратък живот, което се използва за подправка на ястия и като съставна част на някои медикаменти. Още древните римляни считали, че копърът има тайнствена, чудодейна сила. Старите гърци демонстрирали благосъстоянието си като горели ароматно масло от копър. Гладиаторите получавали храна, обилно подправена с копър, за да бъдат силни и издръжливи. В древен Вавилон го отглеждали с лечебна цел. Там цар Мардукапалитина II уредил градина, където между другите лечебни растения отглеждал и копър. В Европа е на почит от времето на Карл Велики (IX в.). По-голяма популярност добива през XVI век във Флоренция и Болоня по времето на Катерина де Медичи. Използвали го като съставка при приготвянето на любовен еликсир, а също и при предпазване от черна магия.

## Класификация
Копърът принадлежи към семейството на магданоза и моркова — Сенникови (Apiaceae). В България расте и т.н. див копър (Резенѐ).

## Кулинарни качества
Пресният копър има силен аромат и сладникав, парлив вкус. Подобрява салатите, млечните и майонезени сосове, маринати и сирена. Използва се при приготвянето на туршии, стерилизирани краставички, таратор. Подходящ е за подправянето на риба, на зеленчукови блюда (тиквички, пресни картофи, зелен фасул, зеле), на постни супи. За шведите копърът е това, което е за нас червеният пипер – национална подправка. Салатата от копър събужда апетита и благоприятства обмяната на веществата в организма.